# Afrodito

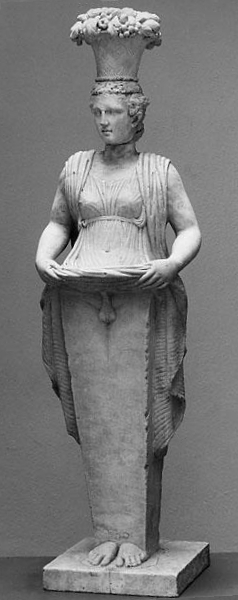
Erma di Afrodito al Nationalmuseum di Stoccolma.

Il culto di Afrodito (in greco antico: Ἀφρόδιτος?) proviene dall'isola di Cipro, dove fu venerato come compagno di Afrodite e rappresentato con lunga barba. In Atene il culto fu, come pare, introdotto alla fine del quinto secolo.
Secondo Macrobio, la statua della divinità chiamata Afroditos era barbata e portava abiti femminili e scettro. Le parti sessuali erano virili. Le donne gli offrivano sacrifici in abito virile, gli uomini in abito muliebre. Filocoro, il quale ci comunica questo fatto, vi aggiunge che Afrodite non si distinse in nulla dalla divinità lunare cipria.
Secondo Pausania, si sa che il vero nome del dio Ermafrodito è Afrodito e che la forma composta del nome propriamente significa "erma di Afrodito".

## Letteratura
- Macrobio, Saturnalia 3.8[3]
- Servio Mario Onorato, Commentarii in Vergilii Aeneidos 2.632[4]
- Pausania, Descrizione della Grecia 1.19.2[5]